# 結晶拆分法
結晶拆分法，可以分為：

## 直接结晶拆分法
「直接结晶拆分法」，也称之為「自发结晶拆分法」
是指外消旋体在平衡时结晶自发形成聚集体（英語：Phase），两个对映体都自发析出等量的互为镜像的对映结晶。对映结晶可以人工分开。巴斯德最早发明其方法。
外消旋美沙酮可以通过这种方法拆分。以50g的dl-美沙酮为起始原料，溶于石油醚并浓缩，加入两个毫米大小d-和l-晶体，在40°C下搅拌125小时后便可得到两个大的d-和l-晶体，产率各为50％。
使用这种方法的前提条件是分子能生成外消旋混合物（聚集体），而且生成的晶体较大，外观上直接能看出差别。一般来讲，有机化合物中只有5－10％能生成聚集体。符合上述全部要求的例子很少。「直接结晶拆分」的方法有很大的局限性，操作也比较繁琐。有一种解决方法是将原料衍生化，以有聚集性质衍生物盐或酯固体的形式，自發结晶分离。

## 資料來源
1. ↑  Harold E. Zaugg. . J. Am. Chem. Soc. 1955, 77 (10): 2910. doi:10.1021/ja01615a084.
2. ↑  Jacques, Jean; André Collet, Samuel H Wilen. . 1981. ISBN 0-471-08058-6.